# اندیس دره ذره
دره ذره یک اندیس فلزی است که در حوالی شهر راور استان کرمان قرار دارد و مادهٔ معدنی موجود در آن، سرب و روی است.  